# El caso de la señora estupenda
El caso de la señora estupenda es una obra de teatro de Miguel Mihura, estrenada el 6 de febrero de 1953 en el Teatro Alcázar, de Madrid.

## Argumento
La historia transcurre en los Balcanes, durante la guerra. Victoria es una mujer que se ve envuelta en una delicada situación legal tras contraer matrimonio de conveniencia con Alejandro. La aparición de Susana, una antigua relación de Alejandro, complica la situación, y todos empiezan a sospechar que Victoria en realidad no es quien dice ser. Es detenida, acusada de ser realmente, bajo su falsa identidad, la espía Olga Tamarieff. Finalmente, será rescatada por el apuesto Carlos.

## Representaciones destacadas
- Teatro (Estreno, 1953). Dirección: Cayetano Luca de Tena. Intérpretes: Guillermo Marín, José Vilar, Nani Fernández, Esperanza Grases, Matilde Muñoz Sampedro, Rafael Bardem, Antonio Riquelme.
- Televisión (29 de enero de 1966, en el espacio de TVE Estudio 1). Intérpretes: José Bódalo, María Luisa Merlo, Gloria Cámara, Alfonso del Real, José María Escuer, Paco Morán, Pilar Velázquez.
- Teatro (1985). Dirección:  Ana Mariscal. Intérpretes: Manolo Andrés, Carmen Robles, Carlos Ruiz.
- Televisión (23 de marzo de 1989, en el espacio de TVE Primera función). Intérpretes: Víctor Valverde, Raquel Vega, Luis Varela, Concha Tejada, María Casal, José María Escuer, Luis Lorenzo, María Isbert, Margarita Calahorra, María Elena Flores.